# セゴレーヌ・ルフェーブル
セゴレーヌ・ルフェーブル（Ségolène Lefebvre、1993年5月30日 - ）は、フランスのプロボクサー。元WBO女子世界スーパーバンタム級王者。

## 来歴
アマチュアボクシングでフランス選手権準優勝などを経験後、2015年1月24日にノール県フルミーにてBojana Libiszewska戦でプロデビューを勝利。
2016年4月22日、ドゥエーにてフランス女子スーパーフェザー級王者のTaoussy L'Hadjiと対戦し、2-0判定で初タイトル獲得。
2016年11月4日、WBF女子インターナショナル女子スーパーバンタム級王座決定戦でGabriella Mezeiを3-0判定で下しWBFインターナショナル王座獲得。
2017年3月10日、初の世界戦として挑んだWBF女子世界スーパーバンタム級王座決定戦でシモーネ・ダ・シルバを9回TKOで下し、初の世界タイトル獲得。
WBF世界王座3度防衛後の2019年4月12日、ラウラ・グリファ相手にWBF防衛と空位のIBO女子世界スーパーバンタム級王座を懸けて対戦し、3-0判定で2冠獲得
2019年10月26日、アナ・マリア・ロサノに3-0判定で勝利しWBF5度目の防衛成功。
2021年5月28日、ジャスミナ・ナッドとWBC女子シルバー王座を懸けて対戦し、3-0（100–90、99–91、98–92）判定でタイトル獲得。
2021年11月20日、パウレッテ・バレンスエラとのWBO女子世界スーパーバンタム級王座決定戦に挑み、10回にダウンを奪われるも3-0判定で初となる主要団体の世界王座を獲得した。同時にリングマガジンの女子スーパーバンタム級で3位に上昇した。
2022年5月7日、メラニア・ソロチェ相手にWBO王座の初防衛戦に挑み、3-0判定で初防衛に成功。
2022年10月29日にアロンドラ・ガルシア相手に2度目の防衛戦を予定していたが、手を負傷したため中止。王座は空位になった。
2023年4月29日、復帰戦としてドゥエーにてルフェーブルに代わってWBO女子世界スーパーバンタム級王座に就いたデボラ・ディオニシウスに挑戦。判定で勝利し、一度手放した王座の返り咲きに成功した。
2023年11月24日、ドゥエーにてタイシー・ギャラガー相手に初防衛戦に臨み、2-0（96-94、97-93、95-95）判定で王座初防衛に成功。
2024年4月13日、イングランド・マンチェスターのAOアリーナにてIBF王者エリー・スコットニーとの王座統一戦に臨むも、0-3（91-99、93-97、94-96）判定でプロキャリア初黒星と同時に王座統一に失敗、WBO王座から陥落した。
2024年10月19日、ドゥエーにてJuliana Vanesa BasualdoとのWBA女子スーパーバンタム級ゴールド王座決定戦に挑み、7回負傷判定2-1で勝利しゴールド王座獲得。

## 戦績
- プロボクシング：20戦 19勝 1KO 1敗

| 戦           | 日付           | 勝敗 | 時間 | 内容        | 対戦相手                 | 国籍         | 備考                                                                       |
| ------------ | -------------- | ---- | ---- | ----------- | ------------------------ | ------------ | -------------------------------------------------------------------------- |
| 1            | 2015年1月24日  | ☆    | 4R   | 判定3-0     | Bojana Libiszewska       | ポーランド   | プロデビュー戦                                                             |
| 2            | 2015年4月18日  | ☆    | 4R   | 判定3-0     | Suzana Radovanovic       | セルビア     |                                                                            |
| 3            | 2015年11月14日 | ☆    | 6R   | 判定        | Bilitis Gaucher          | フランス     |                                                                            |
| 4            | 2016年4月22日  | ☆    | 8R   | 判定2-0     | Taoussy L'Hadji          | フランス     | フランス女子スーパーフェザー級タイトルマッチ                               |
| 5            | 2016年5月21日  | ☆    | 8R   | 判定3-0     | Bojana Libiszewska       | ポーランド   |                                                                            |
| 6            | 2016年11月4日  | ☆    | 10R  | 判定3-0     | Gabriella Mezei          | ハンガリー   | WBF女子インターナショナルスーパーバンタム級王座決定戦                      |
| 7            | 2017年3月10日  | ☆    | 9R   | TKO         | シモーネ・ダ・シルバ     | ブラジル     | WBF女子世界スーパーバンタム級王座決定戦                                    |
| 8            | 2017年5月13日  | ☆    | 6R   | 判定3-0     | サラ・マルヤノビッチ     | セルビア     |                                                                            |
| 9            | 2017年11月3日  | ☆    | 10R  | 判定3-0     | ナロユキ・コアシチャ     | メキシコ     | WBF防衛1                                                                   |
| 10           | 2018年4月28日  | ☆    | 10R  | 判定3-0     | ガブリエラ・ブービエ     | ウルグアイ   | WBF防衛2                                                                   |
| 11           | 2018年11月2日  | ☆    | 10R  | 判定3-0     | ジェシカ・マルコス       | アルゼンチン | WBF防衛3                                                                   |
| 12           | 2019年4月12日  | ☆    | 10R  | 判定3-0     | ラウラ・グリファ         | アルゼンチン | IBO・WBF女子世界スーパーバンタム級タイトルマッチ IBO王座獲得・WBF王座防衛4 |
| 13           | 2019年10月26日 | ☆    | 10R  | 判定3-0     | アナ・マリア・ロサノ     | ベネズエラ   | WBF防衛5                                                                   |
| 14           | 2021年5月8日   | ☆    | 10R  | 判定3-0     | ジャスミナ・ナッド       | セルビア     | WBC女子スーパーバンタム級シルバー王座決定戦                                |
| 15           | 2021年11月20日 | ☆    | 10R  | 判定3-0     | パウレッテ・バレンスエラ | メキシコ     | WBO女子世界スーパーバンタム級王座決定戦                                    |
| 16           | 2022年5月7日   | ☆    | 10R  | 判定3-0     | メラニア・ソロチェ       | スペイン     | WBO防衛1                                                                   |
| 17           | 2023年4月29日  | ☆    | 10R  | 判定3-0     | デボラ・ディオニシウス   | アルゼンチン | WBO女子世界スーパーバンタム級タイトルマッチ                                |
| 18           | 2023年11月24日 | ☆    | 10R  | 判定2-0     | タイシー・ギャラガー     | イギリス     | WBO防衛1                                                                   |
| 19           | 2024年4月13日  | ★    | 10R  | 判定0-3     | エリー・スコットニー     | イギリス     | IBF・WBO女子世界スーパーバンタム級王座統一戦 WBO王座陥落                   |
| 20           | 2024年10月19日 | ☆    | 7R   | 負傷判定2-1 | Juliana Vanesa Basualdo  | アルゼンチン | WBA女子スーパーバンタム級ゴールド王座獲得                                  |
| テンプレート |                |      |      |             |                          |              |                                                                            |

## 獲得タイトル
- フランス女子スーパーフェザー級王座
- WBF女子インターナショナル女子スーパーバンタム級王座
- WBF女子世界スーパーバンタム級王座
- IBO女子世界スーパーバンタム級王座
- WBC女子世界スーパーバンタム級シルバー王座
- WBO女子世界スーパーバンタム級王座（防衛1）
- WBO女子世界スーパーバンタム級王座（2度目・防衛0）
- WBA女子スーパーバンタム級ゴールド王座